# Chasse à la baleine par les Basques
Selon les sources, la chasse à la baleine par les Basques remonterait au XIe siècle, voire au VIIe siècle. Les Basques furent parmi les premiers groupes qui chassaient la baleine dans un but commercial (contrairement à la pêche à la baleine par des peuples indigènes qui en dépendent pour leur subsistance), et ils en dominèrent le commerce pendant cinq siècles, avec un réseau s'étendant jusqu'aux confins de l'Atlantique Nord et même jusqu'à l'Atlantique Sud. L'explorateur français Samuel de Champlain, écrivit au sujet des pêcheurs basques de baleines à Terranova (Terre-Neuve), qu'ils étaient « les hommes les plus intelligents pour cette pêche ». Au début du XVIIe siècle, d'autres nations s'intéressèrent plus sérieusement à ce type de pêche et prirent des Basques comme tuteurs, « car ils étaient alors les seuls qui comprenaient la pêche à la baleine », comme l'écrivit laconiquement l'explorateur anglais Jonas Poole.
Après avoir appris ce savoir-faire, d'autres nations adoptèrent ces techniques et dominèrent alors cette industrie naissante — souvent aux dépens de leurs anciens mentors. La pêche à la baleine par les Basques atteint son apogée à la fin du XVIe siècle ou au début du XVIIe siècle, puis déclina un siècle plus tard. Au XIXe siècle, l'industrie était moribonde car la baleine franche était en état de quasi-extinction et la baleine boréale était décimée.

## Golfe de Gascogne

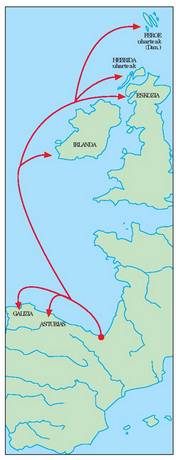
Principales stations baleinières des Basques à la fin du Moyen Âge.

### Débuts
Il existe un document, une facture, de l'an 670 pour la livraison de 40 « moyos » (fûts de 250 litres) de "aceite de ballena" (huile de baleine) et "grasa de ballena" (graisse de baleine) depuis Bayonne jusqu'à l'abbaye de Jumièges, entre Le Havre et Rouen, pour utilisation dans des enluminures. Les historiens ayant étudié ce document ont suggéré que, puisque cette demande venait d'un monastère si éloigné, les baleiniers basques avaient sans doute une certaine notoriété - même s'il est possible que l'huile et la graisse venaient en réalité d'une baleine échouée que l'Église aurait exploitée sans autorisation.

### Expansion

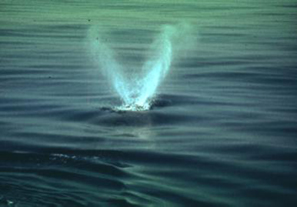
Le jet d'eau d'une baleine franche de l'Atlantique Nord, l'espèce la plus chassée par les Basques dans le golfe de Gascogne, a une forme très particulière, en forme de V

Un autre auteur avance que la première mention de l'utilisation de baleines par les Basques date de 1059, année où fut passée une mesure pour concentrer la viande de baleine au marché de Bayonne. Vers 1150 la pêche à la baleine s'était répandue dans les provinces basques situées maintenant en Espagne. Cette année-là le roi Sanche VI de Navarre (qui régna sur la Navarre entre 1150 et 1194) accorda à la ville de Saint-Sébastien certains privilèges. L'octroi liste des produits donnant lieu à des taxes pour l'entreposage, et en premier lieu les "boquinas-barbas de ballenas", faisant référence aux fanons de baleine. En 1190, la pêche à la baleine était pratiquée à Santander En 1203, Alphonse VIII de Castille octroya à Fontarrabie  les mêmes privilèges que ceux qui avaient été octroyés à Saint Sébastien. En 1204, ces privilèges furent étendus à Mutriku et Getaria. Des privilèges similaires furent donnés à Zarautz par Ferdinand III de Castille via un décret royal daté à Burgos  le 28 septembre 1237. Ce document déclare également que "conformément à la coutume, le Roi doit obtenir une tranche de chaque baleine, ainsi que la colonne vertébrale, de la tête à la queue". La pêche à la baleine se répandit également dans les Asturies (1232) et enfin en Galicee (1371).
Jusqu'à 49 ports avaient des structures pour la pêche à la baleine sur la côte atlantique entre le Pays Basque français et le Cape Finisterre. La cible principale des baleiniers était ce que les Basques français appelaient "sardes", plus tard appelé la baleine de Biscaye ou baleine des Basques (Balaena biscayensis), et porte maintenant le nom de baleine franche de l'Atlantique Nord (Eubalaena glacialis). Elle était attrapée pendant sa migration entre octobre-novembre et février-mars, avec un pic de captures probablement en janvier. Ils chassèrent peut-être également la baleine grise (Eschrichtius robustus), qui vivait dans l'Atlantique Nord au moins jusqu'au début du XVIIIe siècle,. Bryant a émis l'hypothèse que si les baleines grises vivaient dans les eaux côtières, comme elles le font de nos jours dans le Pacifique Nord elles auraient été de bonnes proies pour les baleiniers basques, peut-être même plus que les baleines franches -- cela étant, la plupart des illustrations de l'époque et les squelettes restants de ces prises sont bien des baleines franches Ils auraient également pu parfois pêcher des grands cachalots (Physeter macrocephalus), puisqu'on a trouvé des restes de ces espèces dans les vieux bâtiments utilisés pour transformer la graisse en huile.

### Méthodes de chasse
Les baleines étaient repérées par des vigies à temps plein depuis leurs tours de pierre (portant le nom de vigías), situées sur des caps ou en hauteur dans la montagne surplombant la baie, ce qui limitait la zone de pêche aux quelques milles entourant le port. Les vestiges de ces vigías existent apparemment sur Talaya mendi (« la montagne d'observation ») au-dessus de Zarautz et au sommet du mont Ulia à Saint-Sébastien, tandis que l'endroit où se situait une vigía à Biarritz est maintenant le site d'un phare, le phare de la Pointe Saint-Martin, construit vers 1832,.
Lorsque l'évent d'une baleine était repéré, les vigies alertaient les pêcheurs en brûlant de la paille, tapant sur un tambour, sonnant une cloche, ou agitant un drapeau. Une fois alertés, les pêcheurs lançaient des petites chaloupes depuis la plage ou, si la côte était trop raide, en relâchant la corde qui attachait les bateaux à un cabestan. La baleine était attaquée à coup de harpon à deux barbelures, transpercée, et tuée. Ce processus est mis à l'honneur sur le blason de la ville de Guéthary (avec un guetteur et un pêcheur sur une chaloupe harponnant une baleine), ainsi que sur le sceau de Fontarrabie, daté de 1297 et représentant un harpon à deux barbelures.
Ensuite, un bateau plus gros avec un équipage de 10 hommes remorquait la carcasse sur le rivage, attendant la marée haute pour échouer la baleine, où elle était ensuite dépecée. La graisse était ensuite transportée dans une fabrique d'huile de baleine, où on la bouillait pour faire de l'huile.

### Dîmes et taxes
Selon les Jugements d'Oléron, les baleiniers de Biarritz, Saint-Jean-de-Luz, et le reste du Pays Basque français étaient exempts de taxes, bien qu'ils fissent tout de même cadeau des langues de baleine à l'Église. Les premiers à instaurer des taxes furent les rois d'Angleterre, en leur qualité de Ducs de Guyenne. En 1197, le futur roi Jean (dit Jean sans Terre, qui régna entre 1199 et 1216) donna à Vital de Biole et ses héritiers et successeurs le droit de lever une taxe de 50 livres angevines  sur les deux premières baleines capturées chaque année à Biarritz, en échange de l'utilisation de la pêcherie de Guernesey. En 1257, Willial Lavielle donna à l'évêché de Bayonne une dîme sur les baleines pêchées par les baleiniers bayonnais. Cette taxe fut payée jusqu'en 1498. En 1261, un acte de l'Abbaye de Honce annonça, pour continuer la tradition du don de la langue en cadeau à l'Église, qu'une dîme devrait être payée sur les baleines passant par Bayonne. Selon un édit de 1324, connu sous le nom de De Praerogativa Regis (La prérogative royale), le roi Édouard II (qui régna entre 1307 et 1327) collecta une taxe sur les baleines des eaux anglaises, ce qui incluait la côte basque française. Son successeur, Édouard III (qui régna entre 1327 et 1377) continua cette tradition en collectant une taxe de 6 livres sur chaque baleine capturée et échouée à Biarritz. En 1338, cette taxe fut cédée à Pierre de Puyanne, amiral de la flotte anglaise stationnée à Bayonne.
À Lekeitio, le premier document de leurs archives mentionnant des baleines est daté du 11 septembre 1381, et déclare que les fanons récupérés dans le port seraient divisés en trois parties, avec "deux pour réparer le port pour bateaux, et le troisième pour matériaux pour l'église". Un document de 1608 répète cet ordre. Un ordre similaire, daté du 20 novembre 1474, déclarait que la moitié de la valeur de chaque baleine pêchée à Getaria devait être donné pour servir aux réparations de l'église et du port à bateaux. Il était aussi coutume à Getaria de donner la première baleine de la saison au Roi, qui en retournait la moitié. Saint-Sébastien, continuant une ancienne tradition, donnait les fanons à la Cofradia (confrérie) de San Pedro.

### Importance culturelle
La pêche à la baleine avait une importance si forte dans les provinces basques de l'époque que plusieurs villes et villages représentaient des baleines ou des scènes de pêche à la baleine sur leurs sceaux ou leurs blasons. Cette pratique se retrouve à Bermeo (en 1351), Castro Urdiales (actuellement considéré comme en dehors du Pays Basque), Fontarrabie (1297), Getaria, Lekeitio, Mutriku (1507, 1562), et Ondarroa en Espagne ; et Biarritz, Guéthary, et Hendaye in France. La pêche à la baleine était assez importante pour que des lois furent promulguées en 1521 et 1530 pour empêcher les baleiniers étrangers (français) de pêcher en eaux espagnoles, tandis qu'entre 1619 et 1649 les produits issus de baleines venus de l'étranger ne pouvaient pas être vendus sur les marchés espagnols.

### Pic et déclin
L'industrie n'eut jamais autant d'importance au Pays Basque français que dans les provinces espagnoles. Peu de villes y participaient et un faible nombre de baleines  étaient probablement pêchées. À partir des documents qui survécurent et les références écrites, Aguilar (1986) présume que l'apogée de la pêche à la baleine dans le Pays basque français se situe dans la deuxième moitié du XIIIe siècle, puis déclina après ça. Même si en 1567 il n'y avait plus d'industrie de la baleine, on trouve trace de captures de quelques baleines franches en 1688.
En ce qui concerne le Pays basque espagnol (Biscaye et Guipuzcoa) le pic eut lieu dans la deuxième moitié du XVIe siècle, mais le déclin commença dès la fin de ce même siècle. Après cela, il semblerait que l'on trouve de plus en plus de pêche à la baleine en Cantabrie, dans les Asturies, et en Galice  dans la première moitié du XVIIe siècle. Là-bas, les Basques payaient pour des stations de pêche à la baleine pendant la saison, en particulier en Galice - il semblerait que les Galiciens n'étaient pas baleiniers mais construisirent ces installations pour les louer aux Basques à l'année Ce pic ne dura pas ; dans la deuxième moitié du XVIIe siècle, la pêche de baleine dans ces provinces était globalement en déclin. La guerre de Succession d'Espagne  (1701-1714) sonna le glas de la pêche à la baleine dans le golfe de Gascogne, et le commerce s'arrêta en Cantabrie et en Galice en 1720, et dans les Asturies en 1722. Il survécut à peine dans la région du Pays Basque espagnol.

### Prises
Le nombre total de baleines franches tuées par les Basques dans le golfe de Gascogne n'est pas connu car les statistiques de prises ne furent pas compilées avant le XVIe siècle. Les statistiques incomplètes de prises à Lekeitio entre 1517 et 1662 montrent un total de 68 baleines Le record était en 1536 et 1538, avec 6 baleines ces années-là. En 1543, les baleiniers de Lekeitio blessèrent une baleine mais elle fut capturée par les hommes de Mutriku ; la baleine fut alors divisée entre les deux villes. La même année, une mère et son petit furent capturés. Le 24 février 1546 une baleine fut tuée devant l'île de Saint-Nicolas. En 1611, deux petites baleines furent tuées par les hommes de Lekeitio et Ondarroa, ce qui mena à un procès Des archives similaires existent pour Zarautz et Getaria. Cinquante-cinq baleines furent capturées à Zarautz entre 1637 et 1801 et dix-huit à Getaria entre 1699 et 1789.
Bien que la pêche à la baleine chez les Basques était une entreprise impliquant la coopération de tous les pêcheurs de la ville, seuls les guetteurs recevaient un salaire quand il n'y avait aucune baleine. Ce faible coût implique que les profits pour chaque baleine étaient sans doute énormes, en particulier car leur valeur était très importante à l'époque. Dans ces conditions, un port qui n'attraperait une baleine qu'une fois tous les deux ou trois ans était peut-être suffisant pour garder une industrie de la baleine. Arriver à une conclusion sur le nombre de baleines attrapées par toute la côte sur une année, comme le note Aguilar, est plus difficile. Même si 49 ports furent identifiés comme des lieux où se pratiquait cette pêche, ils n'étaient pas tous actifs en même temps, et on sait que certains ports n'y participèrent que brièvement. Il n'existe aussi aucun détail sur les opérations des petits galions qui capturaient des baleines dans le golfe de Gascogne (en particulier au large de la Galice) sans station sur la terre ferme. Aguilar suggère que le nombre de prises annuelles n'était peut-être pas beaucoup plus que quelques douzaines, voire peut-être même cent.

### Composition de la pêche et raisons possibles du déclin
Malgré le fait que les chiffres annuels peuvent paraître bas, deux facteurs doivent être pris en considération dans une discussion sur le déclin et plus tard la quasi-disparition de la baleine franche dans la région : le fait que les baleiniers basques préféraient cibler les paires mère-baleineau, et l'exploitation de l'espèce hors du golfe de Gascogne.
Les baleiniers basques concentraient leurs efforts sur l'attaque des baleineaux, puisqu'ils étaient facilement capturés et, une fois blessés, permettaient de s'approcher de la mère, qui venait à son secours puis était également tuée. Pour encourager cette méthode, on donnait une plus grande proportion des profits au harponnier et à l'équipage qui avaient blessé le baleineau Les baleineaux représentaient jusqu'à 22% du total des 86 baleines tuées à Getaria et Lekeitio. Ces méthodes de chasse ont sans doute eu des conséquences négatives pour l'espèce. Le deuxième facteur a peut-être été encore plus dévastateur pour la baleine franche, et il est impossible de connaître le nombre de baleines franches de l'époque pour en savoir plus Il y avait peut-être une population importante qui vivait dans tout l'Atlantique Nord, ce qui veut dire une population peut-être attaquée simultanément dans plusieurs lieux différents ; cette espèce fut en effet la cible principale des pêcheurs de baleine en Nouvelle-Angleterre. vers New York, en Islande, dans le nord de la Norvège, et ailleurs à partir du début du XVIIe siècle. On a également pensé que cette espèce était la cible principale (ou représentait au moins la moitié des prises) dans le sud du Labrador, mais on pense maintenant que les baleines boréales (Balaena mysticetus) étaient les cibles principales.
D'un autre côté, si une petite population localisée existait dans le golfe de Gascogne, les pêches localisées au Pays Basque auraient pu mener à une surexploitation suivie d'une quasi-disparition. Une troisième possibilité, peut-être la plus plausible, est qu'il y a (ou avait) deux populations, une dans l'ouest de l'Atlantique Nord et une dans l'est. Cette théorie serait compatible avec le fait que les baleines franches de l'ouest de l'Atlantique Nord vivent principalement près des côtes ; et les baleines franches seraient dans ce cas exploitées dans le golfe de Gascogne, mais aussi en Islande, au nord de la Norvège, et dans le reste de l'Europe, ce qui aurait pu être suffisant pour réduire sévèrement la population.

### Déclin

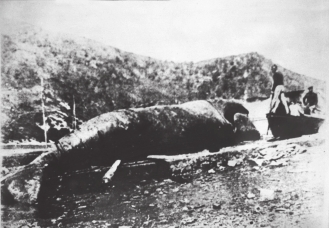
La dernière baleine tuée à Orio

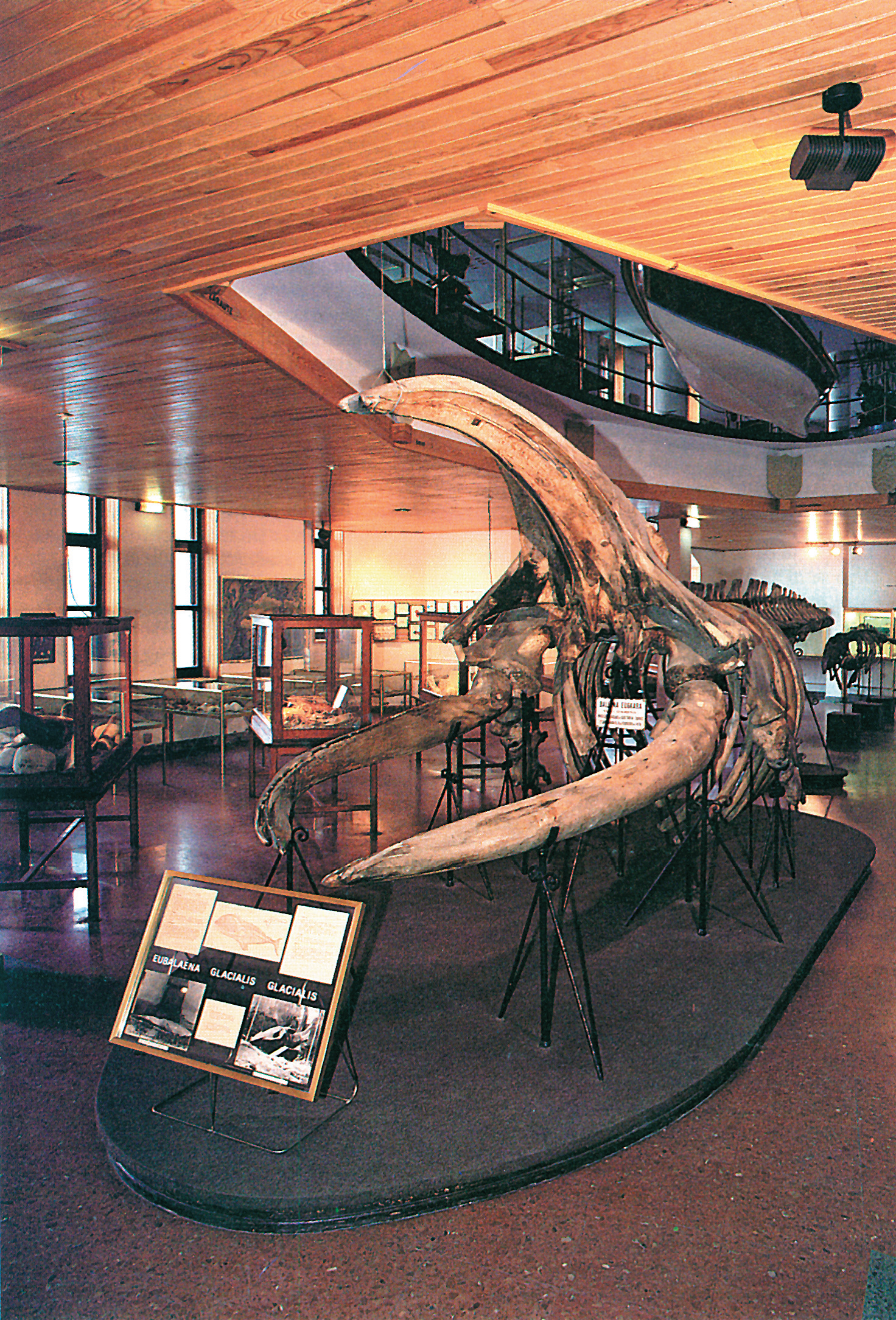
Crâne de la baleine d'Orio

On rapporte au XIXe siècle seulement quatre captures de baleines dans le golfe de Gascogne, avec une autre blessée mais perdue de vue et une autre poursuivie sans succès. La première fut attrapée à Fontarrabie en 1805, la deuxième à Saint-Sébastien en 1854, la troisième au large de Getaria-Zarautz en 1878, et la dernière au large de Saint-Sébastien en 1893 En janvier 1854, trois baleines (peut-être une mère et ses deux baleineaux) entrèrent dans la baie de Saint-Sébastien ; seul un des baleineaux fut pêché. La baleine prise au large de Getaria-Zarautz le 11 février 1878 était chassée par plusieurs bateaux de chaque ville, ainsi qu'un de Orio. La baleine fut transpercée par un harpon de Getaria, mais la ligne était de Zarautz. Ceci mena à un procès, et on laissa la baleine pourrir sur la plage ; finalement, à cause de l'odeur pestilentielle de la carcasse en décomposition, on la fit exploser. En 1844, une baleine fut touchée au large de Zarautz, mais après six heures de remorquage, la ligne se cassa et la baleine fut perdue avec 2 harpons et 3 lances dans son corps. Une autre baleine fut repérée le matin du 25 juillet 1850 au large de Getaria, mais le harponnier rata sa cible et la baleine s'enfuit vers le nord-ouest Le 14 mai 1901, une baleine franche de 12 mètres de long fut tuée par des pêcheurs avec de la dynamite au large de Orio un évènement immortalisé dans un poème populaire rendu célèbre par le chanteur Benito Lertxundi. Un festival local commémorant cette prise a été organisé tous les 5 ans depuis. On ne repéra de baleine franche qu'une poignée de fois depuis dans la région, la dernière fois en 1977, quand l'équipage d'un baleinier espagnol en repéra une à environ 43° N et 10° 30' W,.

## Terre-Neuve et Labrador

### Premières revendications

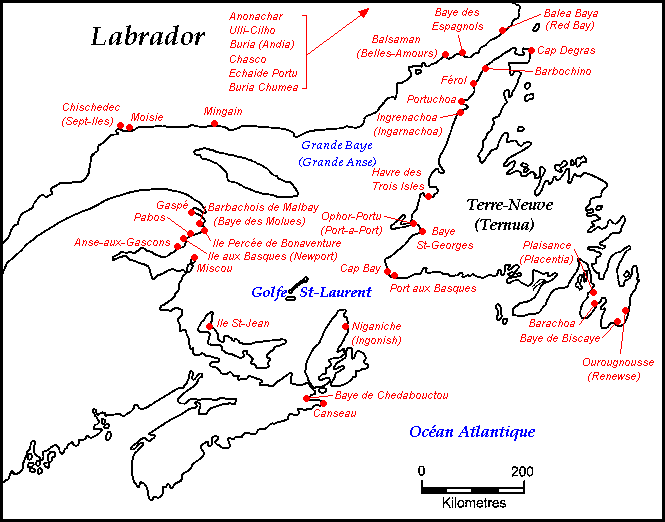
Camps et sites basques des

Vers 1525, les Basques commençèrent à chasser la baleine et pêcher le cabillaud sur les côtes de Terre-Neuve, le Labrador, et d'autres endroits similaires. Dans son Histoire de Bretagne (1582), l'historien et juriste français Bertrand d'Argentré affirma que les Basques, les Bretons, et les Normands avaient été les premiers à atteindre le Nouveau Monde "avant tout le monde",. Le juriste bordelais Étienne Cleirac (1647) répéta un argument similaire, celui que les Basques français, en poursuivant les baleines à travers l'Atlantique Nord, découvrirent l'Amérique du Nord un siècle avant Columb. Le cétologue belge Pierre-Joseph van Beneden (1878, 1892) l'avança lui aussi en disant que les Basques, en 1372, découvrirent que le nombre de baleines augmentait à mesure qu'on se rapprochait des Grands Bancs de Terre-Neuve,.

### Débuts et expansion
La première présence incontestable d'expéditions de baleiniers basques dans le Nouveau Monde date de la fin de la première moitié du XVIe siècle. Il semblerait qu'il s'agissair de Basques français, suivant l'exemple des pêcheurs bretons de morue qui rapportèrent avoir trouvé des eaux propices à la pêche à la baleine à Terranova (Terre-Neuve). Les Basques appelaient leur zone d'établissement Grandbaya (Grande Baie), aujourd'hui le détroit de Belle Isle,, qui sépare Terre-Neuve du sud du Labrador. Leurs premiers voyages dans la zone étaient pour la pêche de baleines et de morues. Au lieu de revenir chez eux avec de l'huile de baleine, ils rapportaient de la viande de baleine presérvée dans de la saumure. Le vaisseau basque français La Catherine d'Urtubie est le premier à avoir fait un voyage transportant des produits de baleine, en 1530, rapportant apparemment 4 500 morues séchées et salées, ainsi que douze barils de viande de baleine "sans queue ni nageoires" (une phrase dénotant la viande de baleine en saumure). Après une période de développement, les expéditions eurent pour seul objectif d'obtenir de l'huile de baleine. Les premiers établissement qui fabriquaient de l'huile de baleine dans le sud du Labrador ont peut-être été bâtis à la fin des années 1530, bien que leur présence n'est attestée par des documents notariaux qu'en 1548.
Dans les années 1540, lorsque les Basques espagnols commencèrent à former des expéditions de baleiniers partant pour Terre-Neuve, les voyages n'étaient plus expérimentaux mais, pour citer un auteur, "des énormes succès financiers dès le début". À la fin de la décennie, ils livraient des grosses cargaisons d'huile de baleine à Bristol, Londres, et en Flandre. Il existait un marché important pour la "lumera", comme on appelait alors l'huile de baleine qui servait à l'éclairage. "Sain" or "grasa de ballena" était aussi utilisé (mélangé à du goudron et de la filasse) pour le calfatage de navires, ainsi que dans l'industrie du textile. Ambroise Paré (1510–1590), qui visita Bayonne en 1564 lors de la visite du roi Charles IX (qui régna entre 1560 et 1574) écrit qu'ils utilisaient les fanons pour "faire des vertugadins pour les femmes, des manches de couteau, et d'autres choses encore".
La plupart des documents sur la chasse à la baleine à Terre-Neuve datent de la période entre 1548 et 1588, la majorité étant des documents sur le port de Red Bay  ou "Less Buttes", deux noms faisant référence aux falaises de granit rouge de la région. Ceux-ci incluent des actes de piraterie dans les années 1550, la perte d'un navire en 1565, un hibernage désastreux en 1576-1577, et la veille de Noël en 1584, le testament d'un Basque mourant, Joanes de Echaniz -- le premier testament sur le sol canadien que l'on connaisse. Le dernier hivernage à Red Bay date de 1603 Durant leurs séjours sur la terre, les baleiniers développèrent des liens avec les indigènes nord-américain, ce qui mena à la création d'une langue spécifiquee, le basco-algonquin, avec des éléments de langue basque et de langues algonquines pour faciliter la communication.

### Naufrages
En 1978, l'épave d'un navire  fut découverte à Red Bay. On pense qu'il s'agit du galion basque espagnol San Juan, un trois-mâts de 27 mètres de long et pesant 250-300 tonnes, qui fut perdu en 1565. San Juan transportait un cargo de près de 100 barils d'huile de baleine, et fut coulé par une tempête d'automne. Sa poupe s'échoua sur la rive nord de Saddle Island, toucha le fond plusieurs fois, cassa sa quille avant de couler à une trentaine de mètres du rivage. Son capitaine, Joanes de Portu, et son équipage purent sauver les voiles, le gréément, et environ la moitié de l'huile. L'équipage embarqua sur un autre navire pour rentrer en Espagne. L'année suivante, de Portu sauva un peu plus de choses de l'épave avant qu'elle ne finisse par être engloutie. Trois autres navires ont été trouvés à Red Bay, le dernier en 2004. Les fragments de coque carbonisés du deuxième navire, découvert en 1983, tendent à démontrer que le navire a coulé à cause d'un feu.

### Méthodes de chasse, culture, et archéologie

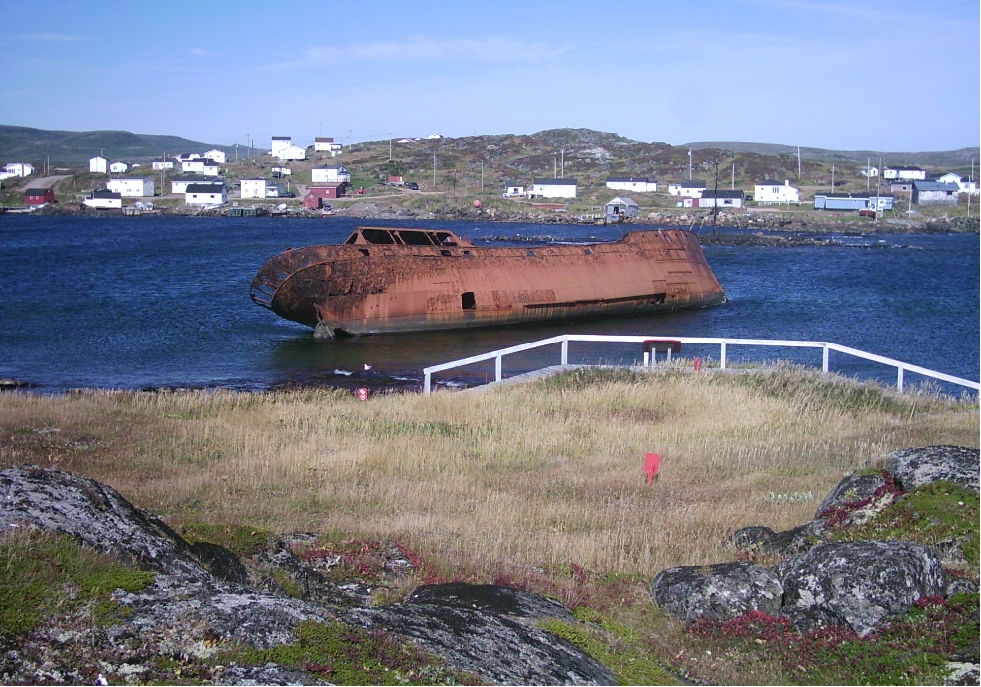
Site d'une des installations de baleiniers basques sur Saddle Island. L'emplacement du San Juan, galion qui coula en 1565, est près de l'épave du Bernier, qui s'échoua en 1966.

Deux espèces de baleines étaient chassées dans le sud du Labrador, la baleine franche de l'Atlantique Nord et la baleine boréale. La première était pêchée pendant l'été, tandis que la deuxième l'était en automne et au début de l'hiver (d'octobre à janvier). L'analyse ADN de vieux os, après avoir passé les ports de baleiniers basques des XVIe et XVIIe siècles dans le détroit de Belle Isle et le golfe du Saint Laurent au peigne fin, a montré que les baleines franches représentaient moins de 1% du total des prises. Pendant le pic de la chasse à la baleine à Terre-Neuve (des années 1560 aux années 1580) les Basques espagnols utilisaient des galions de 600 à 700 tonnes bien équipés, tandis que les Basques français utilisaient plus souvent des navires plus petits. Un navire basque de 450 tonnes avec un équipage de 100 hommes ou plus demandait 300 hogsheads (tonneaux) de vin et de cidre et 300 à 400  quintaux de biscuit de mer ainsi que d'autres denrées sèches. Au Labrador, les hommes vivaient principalement de morue et saumon, pêchés localement, ainsi qu'occasionnellement du caribou ou du canard sauvage. Ce régime était complété par des pois secs, des haricots, des pois chiches, de l'huile d'olive, des grains de moutarde, et du bacon. Avant le départ pour Terre-Neuve en mai ou juin, un prêtre embarquait sur le bateau pour le bénir et dire une messe spéciale pour assurer le succès de l'expédition. Traverser l'Atlantique Nord était une expérience très difficile pour un équipage comprenant jusqu'à 130 hommes et garçons, qui dormaient sur les ponts durs ou sur de la paille sale et infestée de vermine. L'odeur des ordures venant du fond de cale devait être insupportable dès la mi-chemin. Après deux mois de voyage les bateaux amarraient dans l'un des douze ports de la rive sud du Labrador et de l'est du Québec. Des vestiges archéologiques ont été trouvés pour dix de ces ports – Middle Bay et Blanc-Sablon au Québec, et Schooner Cove, West Saint Modeste, East Saint Modeste, Carrol Cove, Red Bay, Chateau Bay, Pleasure Harbour, et Cape Charles dans le sud du Labrador. Une fois que la glace avait disparu, les navires entraient dans les ports et les tonneliers débarquaient sur le rivage pour ériger leurs maisons et leurs ateliers, tandis que le reste de l'équipage vivait à bord du bateau. Les garçons étaient aussi envoyés sur la terre ferme pour couper du bois et préparer les repas.
Dans ces baies, les hommes construisaient des stations temporaires pour transformer la graisse de baleine en huile. Les fondoirs étaient construits près du rivage face au port ; ils étaient constitués de sept ou huit foyers souvent faits de granit local - mais occasionnellement comportant du grès importé ou des pierres calcaires concassées - adossés à un mur lourd de pierre et partageant leurs parois. On construisait plus de foyers que nécessaire car le granit local se détériorait rapidement après avoir été exposé à un feu de bois. Il semblerait que lorsqu'un foyer n'avait plus d'utilité, les hommes se contentaient de déplacer le fondoir dans un foyer qui n'avait pas encore été utilisé pour continuer à fabriquer l'huile. Derrière le mur principal, des plateformes en bois étaient installées ; les hommes récupéraient à la louche l'huile des fondoirs et la versaient dans des récipients remplis d'eau froide pour refroidir et purifier l'huile. Les fondations du fondoir étaient liées avec du mortier fait avec de l'argile fin (local ou importé) et abritée par un toit de tuiles rouges en céramique soutenu par de grosses poutres en bois enracinées dans le sol.
Sur une petite terrasse surplombant les fondoirs, on trouvait un bâtiment de bonne taille au toit en tuile : la tonnellerie. Pendant que le tonnelier vivait confortablement dans cette maison, les autres membres de l'équipage dormaient dans des petits dortoirs construits avec du bois et couverts par de la toile voire des fanons. Des dizaines de ces habitations ont été trouvées parmi les affleurements rocheux de Saddle Island. Sur cette île, des cheminées furent bâties dans des petits recoins dans la roche qui abritaient les hommes du vent.
En 1982, des archéologues trouvèrent un cimetière de baleiniers à l'extrémité est de Saddle Island. Après des fouilles pendant 4 étés, on trouva les restes de plus de 60 tombes, correspondant à plus de 140 individus, tous les hommes adultes entre la vingtaine et la quarantaine, mis à part deux adolescents de 12 ans. L'une des tombes contenait des restes d'une chemise en laine et une culotte - la première avait été teinte garance et la seconde couleur indigo. La culotte était faite d'une laine épaisse et bosselée, ramassé à la taille et ample sur les hanches et resserré autour des genoux, ce qui tenait sans doute chaud à son propriétaire dans cet environnement de toundra côtière où la température la plus haute, en août, était de 10°C. Un autre costume, retrouvé hors du cimetière, était "une coiffe de laine blanche tricotée, une chemise et une veste en laine blanche avec un motif à carreaux brun clair, une culotte marron, des bas sur mesure, et des chaussures en cuir tanné végétal". Contrairement à l'autre culotte, celle ci était plissée à la taille et ample aux genoux
Au moins 16 stations ont été découvertes à Red Bay, huit sur la côte nord de Saddle Island (longue de 3km) à l'entrée de la baie ; 7 sur le continent, et une sur la petite île Penney Island dans la baie. Pendant le pic d'activité près de 1 000 hommes travaillaient autour et dans Red Bay, et on comptait 11 navires ancrés dans la baie juste en 1575. Trois vigías furent bâties sur Saddle Island, une sur la côte ouest de l'île près de l'emplacement actuel du phare, le deuxième sur la côte est au sommet d'une île 30 mètres en hauteur, et une troisième sur le rivage à l'est. Il y en avait aussi une sur une colline de 10 mètres de haut sur la petite île Twin Island à l'est.
Lorsqu'une baleine de 8 mètres de long était repérée, des baleinières appelées chalupas (chaloupes en français) étaient envoyées en mer, chacune avec un pilote, un harponneur, et cinq rameurs. La baleine était harponnée et on la faisait tirer sur une ancre flottante pour la fatiguer. Lorsqu'elle était épuisée, on la transperçait et la tuait. Si la nuit tombait avant le retour des équipages, ceux à terre allumaient des feux aux vigías pour les guider vers les stations. Les baleines étaient ramenées vers un quai, où elles étaient dépecées. La graisse était traitée, refroidie, et versée dans des barricas - des fûts de chêne contenant environ 200 litres. Les barils étaient remorqués par un bateau vers le navire, et étaient stockés dans la cale. Une fois que l'on avait une cargaison pleine, pendant la saison de la baleine franche ou, plus souvent, plus tard pendant la saison de la baleine boréale, la plupart des gros navires mettaient cap vers Pasaia pour décharger leur cargaison ; ils étaient aussi préparés et gréés depuis ce port. Pasaia était le port de préférence des Basques français et espagnols car son entrée a des eaux profondes et le port abrite très bien des tempêtes biscayennes,.

### Pic et déclin
Une période intense de chasse à la baleine commença après la paix qui suivit le mariage des Valois (1572). En moyenne, quinze navires étaient envoyés à Terranova chaque année, jusqu'à vingt dans les années fastes. Aguilar (1986), à propos du nombre de bateaux basques (à la fois espagnols et français), dit que 20-30 gallions est une estimation plutôt bonne. Thomas Cano (1611) écrivait que plus de 200 bateaux furent envoyés à Terranova, mais ce chiffre est évidemment exagéré.
Durant le pic de l'exploitation, les bateaux de Red Bay envoyaient chaque années entre 6 000 et 9 000 barils d'huile vers l'Europe, avec 8 000 ou 9 000 barils de plus produits à Saint Modeste, Chateau Bay, et d'autres ports. Chaque navire transportait environ 1 000 barils chaque saison, et la valeur monétaire de cette cargaison était sans doute comparable à celle des trésors rapportés des Caraïbes par les galions espagnols. Ainsi, en moyenne, la production d'huile était d'au moins 15 000 barils, correspondant à environ 300 baleines tuées chaque année, une vingtaine par bateau.

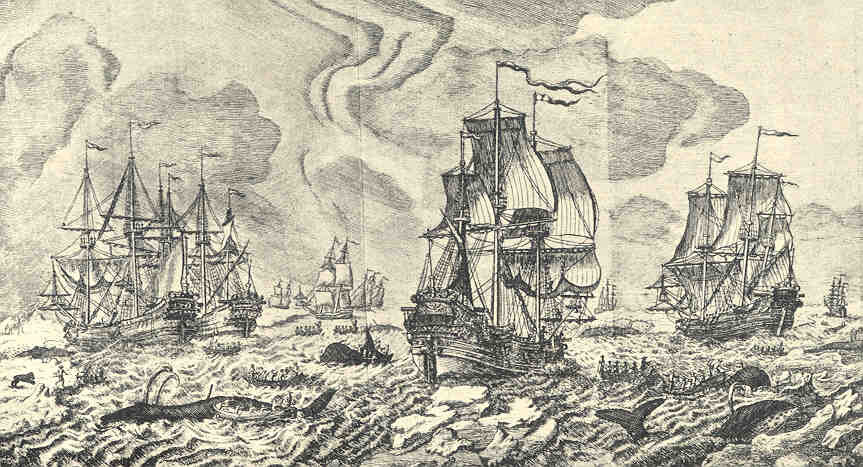
Pêche à la baleine dans les pêcheries basques (1720)

Dans les années 1580, la pêche à la baleine était en déclin, et les bateaux revenaient au port à moitié vide. De plus pendant cette décennie le roi avait besoin des bateaux basques espagnols pour ses armadas. L'industrie fut particulièrement affectée en 1586, 1587 et 1588, lorsque les bateaux basques et leurs équipages furent retenus par la couronne espagnole en préparation de l'armada de 1588 contre l'Angleterre. La menace représentée par ces détentions continua de saper l'industrie basque espagnole de la baleine dans les années 1590 et 1600. On aurait pu penser que les populations de baleine auraient pu récupérer et augmenter dans les années 1590 et 1600 avec la diminution de la flotte basque espagnole, mais il semblerait que les basques français s'engouffrèrent dans la brèche. En avril 1602, juste pour la ville de Saint-Jean-de-Luz, sept navires furent envoyés pour chasser la baleine à Terranova. D'autres facteurs, tels que les attaques par des Inuits hostiles (ce qui, selon des archives paroissiales, causa la mort de baleiniers au moins trois fois entre 1575 et 1618), des raids par des pirates anglais et néerlandais, ainsi que l'ouverture de la pêche près de Spitzberg (voir ci-dessous) ont peut-être contribué à ce déclin.
Vers 1632, il était plus sûr de chasser des baleines dans les zones de "Côte-Nord", comme Mingan ou Escoumins et même plus au sud vers Tadoussac  à l'embouchure de la rivière Saguenay. Malgré cela, des expéditions basques espagnoles continuèrent d'être envoyées vers le Labrador, avec des voyages documentés en 1622, 1624-1627, 1629-1630, 1632, et plus tard. Même en 1681, le port de Pasaia envoya douze gallons de baleiniers vers Terranova. Ces expéditions prirent fin en 1697, lorsque les Basques (apparemment seulement les Basques espagnols) furent empêchés de continuer à envoyer des expéditions de baleiniers à Terranova, et les traités d'Utrecht en 1713 les expulsa du golfe du Saint-Laurent. Plus tard, les Basques français continuèrent d'envoyer des expéditions de baleiniers à Terranova, avec Louisbourg comme camp de base.

## Brésil et Islande

### Brésil et autres voyages européens
Dès le XIVe siècle, les baleiniers basques faisaient sans doute des "voyages saisonniers" vers le sud de l'Irlande et la Manche, où ils ciblaient sans aucun doute les baleines franches. Ces régions leur furent particulièrement connues au XVIe siècle. Dès le tout début du XVIIe siècle, les baleiniers basques avaient atteint le Brésil, pas de leur propre initiative mais sous l'initiative du gouvernement colonial. Les imports d'huile de baleine de la région basque et de Cap Vert n'étaient pas suffisants pour les besoins de l'industrie sucrière coloniale en pleine expansion ; le gouvernement du Brésil pensa alors à exploiter les baleines à bosse (Megaptera novaeangliae) et les baleines franches australes (Eubalaena australis) au large de leurs côtes. Puisqu'ils n'avaient pas le savoir-faire nécessaire pour les chasser, ils cherchèrent de l'aide à l'étranger. En 1602, deux baleiniers basques accompagnèrent Diogo Botelho, le tout nouveau gouverneur général du Brésil, à la capitale coloniale de Bahia de Todos os Santos. Leurs équipages amenèrent la pêche à la baleine commerciale au Brésil colonial. Chaque année pendant près de dix ans, des navires basques naviguèrent de la Biscaye au Brésil, où leur huile servait dans les moulins à sucre de canne (engenhos) comme source fiable de carburant pour faire tourner le moulin la nuit, ainsi qu'en tant qu'huile pour lubrifier les machines et calfater les bateaux et les navires. Ceci prit fin en 1610, année où un des capitaines basques tenta d'exporter illégalement du bois de Pernambouc hors du Brésil. Il fut découvert et emprisonné, ainsi que ses hommes. La même année, le gouvernement déclara que la chasse à baleine était dorénavant un monopole royal.

### Islande
Un auteur, répétant une rumeur qui revenait souvent, avance que vingt baleiniers basques furent aperçus à la pointe ouest de l'Islande au large de Grunderfjord (Grundarfjörður) en 1412. Ceci fut infirmé plus tard. L'historien islandais Trausti Einarsson (en 1987) découvrit que c'était une référence à vingt navires étrangers pêchant au large de l'Islande, et on savait que les Anglais ainsi que d'autres nations y pêchaient de la morue au début du XVe siècle.
La première mention de baleiniers basques en Islande date du début du XVIIe siècle. Deux annales islandaises indiquent que les baleiniers basques étaient actifs autour des Vestfirðir (la péninsule au nord-ouest de l'Islande) en 1610. Une troisième annale affirme que trois navires basques chassaient la baleine vers Strandir en 1608, tandis qu'une autre source déclare qu'un navire basque espagnol chassait vers Strandir en 1613 - ce qui est cohérent avec une illustration trouvée sur une carte du début du XVIIIe siècle qui indique "Anno 1613 by de Biscayers beseylt." Le navire fut orienté vers un port convenable à Steingrímsfjörður. On pense que c'est dans ce port que ses captures, dix-sept baleines (sans doute des baleines franches de l'Atlantique Nord), furent transformées.

### Prospérité de courte durée et abandon
C'est sans doute à cause de cette prise excellente, ainsi que de l'exclusion des navires basques de la zone de Spitzberg par les Anglais la même année (voir plus bas), qu'en 1614 26 navires basques furent envoyés en Islande. Seuls 10 atteignirent l'Islande, le reste fut éparpillé ou capturé par des pirates anglais. La plupart des navires basques espagnols passèrent l'été à Steingrímsfjörður, tandis que quelques navires basques français étaient situés au nord. En 1615 on rapporta qu'il y avait 16 navires vers Strandir. Seuls 4 navires restèrent durant l'été pour chasser des baleines vers Reykjafjörður à Strandir, le reste étant parti en Russie. En septembre, trois des navires (sous commandement de Martinus de Billafranca, Pedro de Aguirre, et Stephan de Tellaria) coulèrent durant leurs préparatifs de départ à cause de la combinaison d'une tempête soudaine et de la glace qui dérivait au large de Reykjafjörður. Sur les 82 baleiniers qui atteinrent le rivage, 13 furent tués pendant qu'ils passaient la nuit dans une des stations saisonnières de pêche. 18 de plus furent tués à Ísafjarðardjúp lors d'une campagne initiée par le shériff local, Ari Magnússon, pour protéger le gagne-pain des habitants. Une décenniee après ce massacre, aucune source ne mentionne des baleiniers étrangers au large de l'Islande. Ceci fut le dernier massacre documenté dans l'histoire islandaise, connu sous le nom de Spánverjavígin (le Massacre des Espagnols) en Islande.
La chasse à la baleine par les Basques en Islande continua au moins jusqu'au début du XVIIIe siècle, mais les annales islandaises de la deuxième moitié du XVIIe siècle mentionnent les baleiniers néerlandais et français plus que les basques espagnols. Dans les années 1675–76, 1680, et 1683 un ou des navires des ports basques français de Saint-Jean-de-Luz et Ciboure ont pêché des baleines au large de l'Islande. Ils se rabattirent sur l'Islande tard dans la saison après avoir fini de chasser sur la côte est du Groenland. La dernière mention de baleiniers en mer date de 1712, lorsque des navires basques espagnols tentèrent de s'établir près de Grundarfjörður mais furent arrêtés par un officier. Les baleiniers étrangers ne sont mentionnés que sporadiquement dans les annales du reste du siècle
Pendant le siècle et demi de chasse à la baleine basque dans la région, une langue basique (un pidgin), le basco-islandais, fut développé et utilisé en Islande pour permettre la communication entre les baleiniers basques et les marchands de plusieurs nations de l'Atlantique Nord.

## Spitzberg et nord de la Norvège

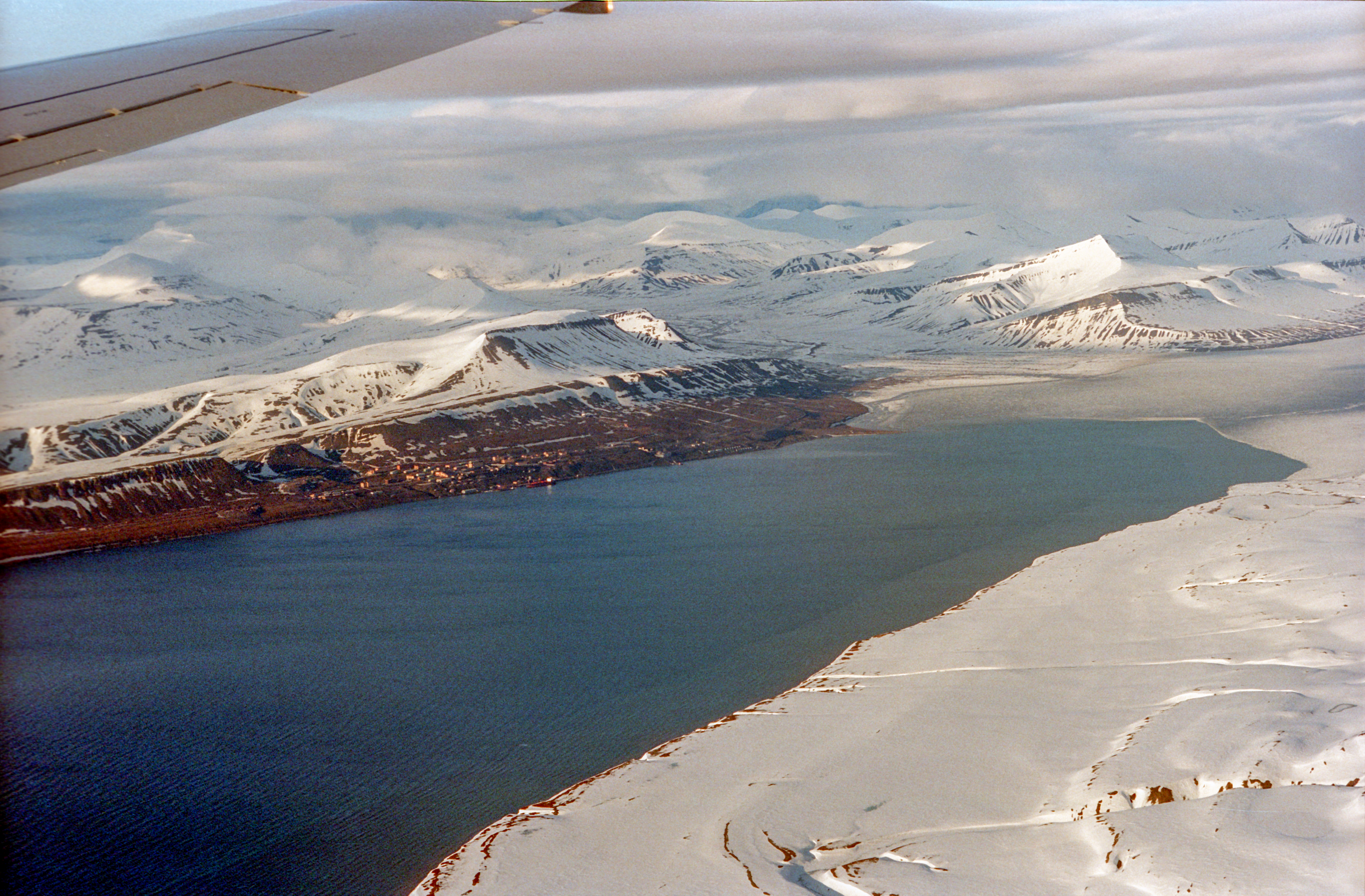
Grønfjorden, sur la côte ouest de Spitzberg, où alla la première expédition de baleiniers basques qui se rendait aux îles Svalbard en 1612

### Spitzberg et expulsion
Dans le nord-est de l'Atlantique Nord, les Basques virent le quasi-monopole qu'ils avaient sur l'industrie s'effriter au début du XVIIe siècle. Leurs hommes furent recrutés dans des expéditions pour aller chasser la baleine boréale à Spitzberg, montées par des Anglais (1611), Néerlandais (1613), Français du Nord (1613), et des Danois (1617). La première baleine boréale fut capturée le 12 juin 1611 (calendrier julien) par l'un des six baleiniers basques recrutés dans la ville de Saint-Jean-de-Luz. Lorsques les marchands de Saint-Sébastien eurent vent de cette nouvelle zone de pêche, ils ne tardèrent pas à vouloir étendre leurs opérations à ce coin distant de l'Arctique. L'année suivante, en 1612, ils envoyèrent un seul bateau sous le commandement de Juan de Erauso et piloté par l'Anglais Nicholas Woodcock, un ancien employé de la  Compagnie de Moscovie à Londres, qui avait fait deux voyages précédemment à Spitzberg (1610-1611). En arrivant à Spitzberg ils découvrirent tellement de baleines "que sur une étendue de 60 lieues [plus de 300km] le long de la côte la mer était obscurcie.". L'anglais Thomas Edge, commandant du Sea Horse (180 tonnes), un des deux navires envoyés par la Compagnie de Moscovie à Spitzberg, parla à Woodcock alors qu'il étudiait la côte à bord d'une pinasse, et lui dit que le navire basque avait "fait un voyage complet à Green-harbour", c'est-à-dire Grønfjorden, sur la côte sud de Isfjorden. À son retour, Woodcock fut emprisonné pendant 16 mois dans la prison de Gatehouse et la Tour de Londres pour le crime d'avoir mené des vaisseaux étrangers dans une "chasse gardée anglaise". L'expédition retourna en Espagne "avec des comptes rendus si dithyrambiques quant à la richesse du lieu de pêche" qu'un brevet fut déposé par le Viceroy of Navarre, Don Alonso de Idiáquez, conde de Aramayona Ce compte-rendu fit que d'autres envoyèrent des flottes de baleiniers à Spitzberge en 1613, dont des ports de Hollande, du nord de la France, et des provinces basques. Saint-Sébastien envoya une douzaine de bateaux (l'un d'entre eux était le navire Woodcock avait piloté l'année précédente) et Saint-Jean-de-Luz en envoya trois ou quatre,,.
Seul un des navires de Saint-Jean-de-Luz était autorisé à pêcher à Spitzberg par la Compagnie de Moscovie, mais tous les autres continuèrent en espérant casser ce monopole. Un des bateaux de Saint-Jean-de-Luz, la Grâce-de-Dieu (commandé par Mignet de Haristiguy, navigua dans le "Schoonhoven" (de nos jours le fjord de la Recherche), à Bellsund  le 16 juin (calendrier julien), où ils trouvèrent l'équipage néérlandais de Willem Cornelisz. van Muyden. Le cartographe néérlandais Hessel Gerritsz (en 1613) écrit qu'ils accepèrent de pêcher ensemble et de chasser tous les autres vaisseaux qui s'approchaient de leur port, comme ils le firent plus tard pour un petit bateau de Saint-Jean-de-Luz. Ils furent découverts par des bateaux anglais le 11 juillet (calendrier julien). Van Muyden fut emprisonné, et le grand navire de Saint-Jean-de-Luz accepta de rendre la moitié de l'huile qu'ils avaient collecté. Le petit navire de Saint-Jean-de-Luz que Vay Muyden avait empêché de pêcher accepta aussi de donner une partie de l'huile qu'il avait collecté. On pense aussi qu'une autre pinnace de Saint-Jean-de-Luz était derrière Eders Island dans l'embouchure de la "baie de Zaandam" (Van Keulenfjorden),.
Les bateaux de Saint-Sébastien naviguèrent vers plusieurs baies de la côte ouest. Le premier fut découvert le 9 juin (calendrier julien) par des navires anglais à Grønfjorden. Quatre furent trouvés à "Boules Bay" (Goeshaven) à Hornsund le 13 juin (calendrier julien), et un autre à Isfjorden le 19 juin (calendrier julien). En tout, au moins sept des navires de Saint-Sébastien furent découverts, et les fanons et l'huile qu'ils avaient collectés furent confisqués, ainsi que leur équipement pour la chasse à la baleine, avant qu'ils ne soient renvoyés chez eux. Les cinq autres, pas équipés pour le combat, semblent avoir décampé de Spitzberg après avoir appris qu'ils subiraient le même sort que leurs camarades s'ils étaient découverts. Les marchands de Saint-Sébastien durent éponger une perte de plus de 200 000 ducats, et menacèrent de saisir la propriété de tout marchand anglais résidant à Saint-Sébastien. Beaucoup d'entre eux prirent peur pour leurs biens mais aussi pour leurs vies, et fuirent vers Bilbao, tandis que d'autres "n'osèrent pas sortir de leurs maisons de peur d'être tués". Des contestations formelles furent logées et des négociations diplomatiques furent tenues mais rien n'en ressortit. L'ambassadeur espagnol en Angleterre, Diego Sarmiento de Acuña, conde de Gondomar, parla du sujet avec le roi Jacques Ier mais le roi changea de sujet et Diego ne reçut jamais de réponse satisfaisante. Aguilar (1986), citant deux sources secondaires (Fernandez Duro en 1881 et Ciriquiain en 1979) et une source primaire (Colección Vargas Ponce, Museo Naval (Madrid), 1613), avance que les baleiniers basques espagnols avaient atteint la côte "la plus au nord" du Groenland en 1613. Mais était donné que c'était impossible (la côte la plus au nord du Groenland est inaccessible à cause de la glace) et que le nom Groenland était souvent utilisé pour Spitzberg, il semble logique que ces sources se réfèrent aux vaisseaux envoyés à Spitzberg cette année-là.
En 1614, un navire basque fut aperçu par des bateaux anglais au large de Magdalenefjorden, et en 1615, un marchand de Saint-Sébastien envoya deux navires bordelais, L’Estinotte et Le Pellecan, , sous commandement de Jean de Lasso et Jean de Gramont, vers Spitzberg, mais ils furent interceptés et renvoyés par les Néerlandais.
En 1623, le Danois Johan Braem, avec la coopération de Joanis de Haraneder de Saint-Jean-de-Luz et Miguel de Larralde de Ciboure, envoya deux navires, La Joana et La Maria, à Spitzberg. Ils voyagèrent jusqu'à Mauritius Bay et commencèrent à sortir l'équipement de baleinier des cahutes danoises de Smeerenburg, le principal complexe de baleiniers néerlandais sur Amsterdam Island, sur la côte nord-ouest de Spitzberg. Ils furent interrompus par le commandant néerlandais Cornelis Ys, et furent chassés sous la menace de violence. En 1625, Braem affréta encore une fois deux navires basques et les envoya à Spitzberg. La poignée de navires néerlandais qui étaient à Smeerenburg cette saison-là les laissèrent rester bon gré mal gré. Les cahutes danoises avaient été démolies et les chaloupes et autre équipement avaient été volés par les Néerlandais et les Anglais la saison précédente ; les navires basques attendirent alors que les Néerlandais partent en août, et utilisèrent leur station et leur équipement.
En 1632, Braem affréta quatre navires, dont deux de Saint-Jean-de-Luz – le Ste Marie, commandé par Joannis de Segaroia, et Le Pigeon Blanc, commandé par Peter Piasion (ou Balcon). Les deux navires voyagèrent jusqu'à la station danoise nouvellement construite à "Københavens Bay" (de nos jours Kobbefjorden, sur la côte ouest de l'île Danskøya). Les deux furent renvoyés par l'amiral de la flotte des baleiniers néerlandais, J. J. Duynkercker. Ils naviguèrent jusqu'au cap Nord, , où ils attendirent que la flotte néerlandaise à Jan Mayen rentre chez elle fin août. Ils débarquèrent à l'une des deux stations là-bas et la pillèrent, détruisant les entrepôts et les cahutes, les ustensiles, et les chaloupes qu'ils lancèrent à la dérive - volant en tout 600 tonneaux d'huile et 200 000 livres de fanons. Les navires remplis à  ras bord repartirent vers la France et vendirent leur butin à Rouen et ailleurs, réalisant un joli profit,.
Puisqu'ils ne parvenaient pas à s'établir sur la terre ferme à Spitzberg, les Basques s'aventurèrent en pleine mer. Mais même là, ils rencontrèrent des difficultés. En juillet 1637, le Fleur, de Ciboure commandé par Dominique Daguerre, qui chassait la baleine entre le 73e et le 76e parallèle nord, fit l'erreur de s'aventurer vers le 78e parallèle, où il rencontra le navire de guerre danois De To Løver ( "Les Deux Lions"), sous le commandement de Corfits Ulfeldt. Ulfeldt, qui avait été envoyé à Spitzberg pour protéger les intérêts danois, mena Daguerre à Kobbefjorden, où il saisit 400 barils de graisse et 100 quintaux de fanons.

### Nord de la Norvège
À Finnmark (nord de la Norvège), les Basques reçurent le même traitement agressif que ce qu'ils avaient vécu à Spitzberg et en Islande, mais cette fois aux mains de la couronne dano-norvégienne. Ils y chassaient la "nordkaper" ou la baleine franche de l'Atlantique Nord. Un des premiers a peut-être été un navire baleinier basque espagnol qui fut rapporté comme étant à Kjelvik, sur l'île Magerøya, en 1614. C'était peut-être le même que le navire "biscayen" qui fut obligé de payer une taxe de 20 "oxhead" [lien vers hogshead] d'huile de baleine et 100 "reales" espagnols au shériff de Vardø. L'année suivante, en 1615, un navire de Mutriku alla dans le nord de la Norvège, de même que deux de Saint-Sébastien et deux de la région basque française. Lorsque la couronne dano-norvégienne apprit que des baleiniers pêchaient dans leurs eaux sans autorisation, ils envoyèrent une expédition navale en Norvège du Nord, confisquant 600 oxheads (barils) d'huile de baleine de l'un des bateaux de Saint-Sébastien, confisquant l'un des navires des basques français, dont 500 oxheads d'huile, et renvoyèrent l'autre navire à la maison. La présence de baleiniers basques dans ces eaux fut notée dans les années 1620. Il y a peut-être même eu des expéditions en Norvège du Nord en 1688-1690, car des sources secondaires avancent qu'un bateau de baleiniers de Saint-Sébastien était présent près de Vannfjord, sur Magerøya, pendant ces saisons.

### Premières expéditions pélagiques et voyages ultérieurs dans l'Arctique
Pour éviter d'avoir à payer des amendes aux souverains des territoires nordiques (comme Spitzberg ou Finnmark, la Norvège du Nord), les Basques commencèrent à utiliser des fondoirs à bord des bateaux pour transformer la graisse en huile. Cette technique fut introduite en 1635. Les baleines pouvaient maintenant être capturées et transformées en pleine mer. Au large du nord de la Norvège, les navires des Basques français rapportaient chasser les baleines "à flot", c'est-à-dire en pleine mer - par exemple en 1659. Friderich Martens, qui servit comme chirurgien à bord d'un baleinier allemand en 1671, écrivit que "les Français (Basques) fabriquaient leur huile sur leurs bateaux et cela veut dire que beaucoup de navires prennent feu à Spitzberg ; et j'ai vu deux navires brûler dans mon temps".
Dans le nord-est de l'Atlantique Nord les Basques espagnols utilisaient des navires de tonnage plus faible que ceux qui prenaient part aux voyages vers Terranova, ce qui entraînait une pêche moins importante par bateau, en partie à cause de la plus petite longueur globale et en partie à cause de la place prise par les fondoirs. Les Basques français employaient des frégates de 250 tonnes avec une charpente et des poteaux renforcés pour résister aux rigueurs de la pêche à la baleine dans la zone entre l'est du Groenland et Spitzberg. Ils comportaient aussi entre six et quatorze canons, ceci car les Français et les Hollandais étaient souvent en guerre à l'époque. Beaucoup de navires basques français, au lieu de revenir à Saint-Jean-de-Luz, Ciboure, ou Bayonne (où ils auraient dû transvaser leur huile et leurs fanons sur un autre navire), allaient à la place au Havre ou à Honfleur en Normandie, où résidait une grande partie du commerce d'huile de baleine. Le déclin de la pêche à la baleine par les Basques français fut précipité par des années maigres dans les années 1680, suivies de la guerre de la Ligue d'Augsbourg (1688–1697). Au début du XVIIIe siècle, il ne restait qu'un ou deux bateaux basques français dans l'industrie de la baleine
Après la guerre de succession d'Espagne, le secteur de la pêche basque française commença à donner des signes de rétablissement. Peut-être à cause de la guerre encore récente, il y avait peu de marins expérimentés à recruter pour l'industrie de la baleine ; ils durent donc recruter des marins basques espagnols pour leurs voyages. On estime que parmi la flotte de baleiniers étrangers qui se rendit au détroit de Davis et à Vestisen (au large du Groenland) en 1721, vingt d'entre eux provenaient "des ports du golfe de Gascogne". Vers 1730 une nouvelle période de prospérité arriva et plus d'une trentaine de baleiniers partirent chaque année. Un rapide déclin suivit. La dernière expédition de baleiniers basques (français ou espagnols) fut envoyée avant que la guerre de Sept Ans (1756–1763) n'éclate. Il y eut plusieurs tentatives de faire revivre l'industrie, mais elles échouèrent